# Vaccinium pseudospadiceum
Vaccinium pseudospadiceum är en ljungväxtart som beskrevs av Paul Louis Amans Dop. Vaccinium pseudospadiceum ingår i Blåbärssläktet, och familjen ljungväxter. Inga underarter finns listade i Catalogue of Life.